# Mustapha El Karouni
 (mai 2018).
Mustapha El Karouni, né le 7 août 1968 à Ougrée et mort le 8 décembre 2021 est un homme politique belge bruxellois, membre du Mouvement réformateur (MR).
Il est avocat au Barreau de Bruxelles, licencié en Droit (Université de Liège), LLM (Master of Law) en théorie du droit
Chercheur (Doctorant depuis 2003) au Laboratoire d'anthropologie juridique de l'Université de Paris 1.

## Fonctions politiques
- Membre du Parlement de la Région de Bruxelles-Capitale du 29 juin 2007 au 7 juin 2009, succédant à Jacques Simonet, décédé.